# 🇵🇳
🇵🇳 is een Unicode vlagsequentie emoji die gebruikt wordt als regionale indicator voor Pitcairneilanden. De meest gebruikelijke weergave is die van de vlag van de Pitcairneilanden, maar op sommige platforms (waaronder Microsoft Windows) ziet men de letters PN.
De vlagsequentie is opgebouwd uit de combinatie van de Regional Indicator Symbols 🇵 (U+1F1F5) en 🇳 (U+1F1F3), tezamen de ISO 3166-1 alpha-2 code PN voor Pitcairneilanden vormend.
Deze emoji is in 2010 geïntroduceerd met de Unicode 6.0-standaard.

## Gebruik

De landsvlag van Pitcairneilanden

Deze emoji wordt gebruikt als regionale aanduiding van Pitcairneilanden.

## Codering

De Twemoji-implementatie

### Unicode
In Unicode vindt men de 🇵🇳 met de codesequentie U+1F1F5 U+1F1F3 (hex).

### Shortcode
Er zijn shortcodes  voor 🇵🇳; in Github kan deze opgeroepen worden met :pitcairn islands:,  in Slack kan het karakter worden opgeroepen met de code :flag-pn:.